# Бертрам (Тексас)
Бертрам (енгл. Bertram) град је у америчкој савезној држави Тексас. По попису становништва из 2010. у њему је живело 1.353 становника.

## Демографија
Према попису становништва из 2010. у граду је живело 1.353 становника, што је 231 (20,6%) становника више него 2000. године.
| Група             | 2000.       | 2010.       |
| Белци             | 863 (76,9%) | 968 (71,5%) |
| Афроамериканци    | 10 (0,9%)   | 11 (0,8%)   |
| Азијати           | 0 (0,0%)    | 0 (0,0%)    |
| Хиспаноамериканци | 238 (21,2%) | 353 (26,1%) |
| Укупно            | 1.122       | 1.353       |